# Méthode QMU
 (août 2023).
La méthode QMU (Quantification of Margins and Uncertainties), en français Quantification des Marges et Incertitudes, a été développée aux États-Unis par les laboratoires nationaux Lawrence Livermore et Los Alamos. Elle est principalement appliquée, dans le cadre du programme de maintien de l'arsenal nucléaire (Stockpile stewardship), aux vérifications de sûreté et de fiabilité des armes.
C'est un cadre méthodologique permettant de déterminer le niveau de confiance que l'on peut accorder au bon fonctionnement de chacune des armes de l'arsenal nucléaire. Il utilise un formalisme standard de présentation des données, ce qui permet de faciliter la communication entre les diverses équipes collaborant au programme.

## Principes de base
La méthode QMU est basée sur la détermination d'un facteur de confiance pour chaque mode de défaillance possible de l'équipement dont on veut évaluer la sûreté et la fiabilité d'utilisation. On utilise pour cela des données issues d'études théoriques, de simulations et d'expérimentations. Celles-ci permettent de déterminer à la fois la « distance » par rapport aux limites de sécurité, appelée marge, et l'incertitude d'évaluation de cette marge.
Le facteur de confiance FC est donné par la formule  {\displaystyle {F_{C}}={marge \over incertitude}}
Un équipement est considéré comme sûr et fiable si tous les FC ainsi calculés, et ce pour chaque type possible de dysfonctionnement, sont nettement supérieurs à 1. Lorsque certains FC sont inférieurs à 1, ou même simplement voisins, des actions spécifiques doivent être menées pour revenir à un niveau suffisant de fiabilité, par exemple en remplaçant les éléments défectueux, ou en mettant en place des améliorations techniques.

## Sources
- (en) A Better Method for Certifying the Nuclear Stockpile
- (en) QMU and Nuclear Weapons Certification (Analytical Center for Non-proliferation)
- (en) Étude détaillée, mars 2005
- (en) Rapport du GAO (United States Government Accountability Office), février 2006